# Helensville (circumscripció electoral)
Helensville és una circumscripció electoral de la Cambra de Representants de Nova Zelanda. Elegeix un diputat mitjançant el sistema electoral de representació proporcional mixta i fou recreada per a les eleccions de 2002, prèviament existint entre el 1978 i 1984. El seu electorat s'estén pels suburbis d'Auckland de Helensville i Kumeu.
La circumscripció és representada pel Primer Ministre John Key del Partit Nacional des de les eleccions de 2002.

## Història

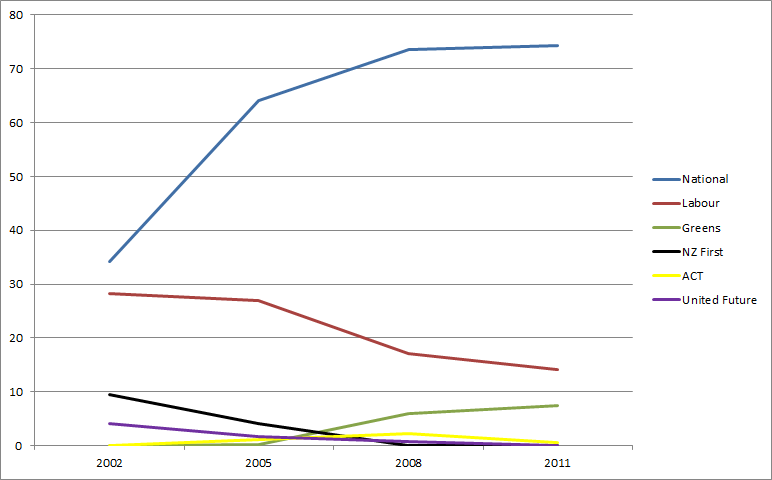
Resultats electorals de Helensville des de les eleccions de 2002

La circumscripció va ser creada per a les eleccions de 1978. El seu primer diputat fou Dail Jones del Partit Nacional. Jones seria elegit de nou en les eleccions de 1981. La circumscripció seria abolida a partir de les eleccions de 1984 fins a les eleccions de 2002.
Helensville fou creat de nou per a les eleccions de 2002, degut a la creixent població d'Auckland. Fou creada a partir de les circumscripcions de Rodney i Waitakere. Des de 2002 el seu diputat ha estat John Key del Partit Nacional, qui des de novembre de 2006 és el líder del Partit Nacional i des de novembre de 2008 és el Primer Ministre de Nova Zelanda. En les eleccions de 2002 Brian Neeson del Partit Nacional, el diputat per Waitakere des de 1999, intentà ser el candidat del partit per a Helensville; però no fou nominat pel partit —el partit afavorí al candidat John Key, un home de negocis jove— fent-lo dimitir del partit i fou candidat independent quedant en tercer lloc. Les majories electorals per part del Partit Nacional en les eleccions des de 2005 han fet Helensville una de les circumscripcions més segures del partit al país.

## Composició
La circumscripció s'estén pel nord-oest d'Auckland. Inclou les localitats de Helensville, Kumeu, Waimauku, Riverhead, Paremoremo, Greenhithe, Albany, Whenuapai, Hobsonville i West Harbour.

## Diputats
| Termini                                    | Termini         | Diputat    | Partit   | Notes                                              |
| ------------------------------------------ | --------------- | ---------- | -------- | -------------------------------------------------- |
|                                            | 1978-1984       | Dail Jones | Nacional | President de Nova Zelanda Primer entre 2005 i 2006 |
| (circumscripció abolida entre 1984 i 2002) |                 |            |          |                                                    |
|                                            | 2002-actualitat | John Key   | Nacional | Primer Ministre de Nova Zelanda des de 2008        |

### Diputats de llista
| Termini | Termini   | Diputat       | Partit    | Notes                                              |
| ------- | --------- | ------------- | --------- | -------------------------------------------------- |
|         | 2002-2005 | Dail Jones    | NZ Primer | President de Nova Zelanda Primer entre 2005 i 2006 |
|         | 2008-2010 | David Garrett | ACT       |                                                    |
|         | 2008-2011 | Darien Fenton | Laborista |                                                    |
|         | 2009-2011 | David Clendon | Verd      | Copresident del Partit Verd entre 2001 i 2004      |

## Eleccions

### Dècada de 2010
| Eleccions de 2014: Helensville | Eleccions de 2014: Helensville | Eleccions de 2014: Helensville | Eleccions de 2014: Helensville | Eleccions de 2014: Helensville | Eleccions de 2014: Helensville | Eleccions de 2014: Helensville | Eleccions de 2014: Helensville | Eleccions de 2014: Helensville |
| Partit                         | Partit                         | Candidat                       | Vots per candidat              | %                              | ±%                             | Vots per partit                | %                              | ±%                             |
| ------------------------------ | ------------------------------ | ------------------------------ | ------------------------------ | ------------------------------ | ------------------------------ | ------------------------------ | ------------------------------ | ------------------------------ |
|                                | Independent                    | Penny Bright                   |                                |                                |                                |                                |                                |                                |
|                                | Conservador                    | Deborah Dougherty              |                                |                                |                                |                                |                                |                                |
|                                | Verd                           | Kennedy Graham                 |                                |                                |                                |                                |                                |                                |
|                                | Laborista                      | Corie Haddock                  |                                |                                |                                |                                |                                |                                |
|                                | Internet                       | Laila Harré                    |                                |                                |                                |                                |                                |                                |
|                                | Nacional                       | John Key                       |                                |                                |                                |                                |                                |                                |
|                                | ACT                            | Phelan Pirrie                  |                                |                                |                                |                                |                                |                                |
|                                | Independent                    | Brendan Whyte                  |                                |                                |                                |                                |                                |                                |
|                                | Cànnabis                       |                                |                                |                                |                                |                                |                                |                                |
|                                | Civil                          |                                |                                |                                |                                |                                |                                |                                |
|                                | Coalició Independent           |                                |                                |                                |                                |                                |                                |                                |
|                                | Democràtic                     |                                |                                |                                |                                |                                |                                |                                |
|                                | Enfoca                         |                                |                                |                                |                                |                                |                                |                                |
|                                | Maori                          |                                |                                |                                |                                |                                |                                |                                |
|                                | NZ Primer                      |                                |                                |                                |                                |                                |                                |                                |
|                                | PPFS                           |                                |                                |                                |                                |                                |                                |                                |
|                                | Unit Futur                     |                                |                                |                                |                                |                                |                                |                                |
| Vots nuls                      |                                |                                |                                |                                |                                |                                |                                |                                |
| Participació                   |                                |                                |                                |                                |                                |                                |                                |                                |
| Majoria                        |                                |                                |                                |                                |                                |                                |                                |                                |

| Eleccions de 2011: Helensville | Eleccions de 2011: Helensville               | Eleccions de 2011: Helensville | Eleccions de 2011: Helensville | Eleccions de 2011: Helensville | Eleccions de 2011: Helensville | Eleccions de 2011: Helensville | Eleccions de 2011: Helensville | Eleccions de 2011: Helensville |
| Partit                         | Partit                                       | Candidat                       | Vots per candidat              | %                              | ±%                             | Vots per partit                | %                              | ±%                             |
| ------------------------------ | -------------------------------------------- | ------------------------------ | ------------------------------ | ------------------------------ | ------------------------------ | ------------------------------ | ------------------------------ | ------------------------------ |
|                                | Nacional                                     | John Key                       | 26.011                         | 74,38                          | +0,77                          | 23.558                         | 65,79                          | +2,09                          |
|                                | Laborista                                    | Jeremy Greenbrook-Held         | 4.945                          | 14,14                          | -2,97                          | 5.138                          | 14,35                          | -4,11                          |
|                                | Verd                                         | Jeanette Elley                 | 2.575                          | 7,36                           | +1,41                          | 3.094                          | 8,64                           | +3,74                          |
|                                | Conservador                                  | Richard Drayson                | 941                            | 2,69                           | +2,69                          | 1.258                          | 3,51                           | +3,51                          |
|                                | Cànnabis                                     | Adrian McDermott               | 319                            | 0,91                           | +0,91                          | 174                            | 0,49                           | +0,16                          |
|                                | ACT                                          | Nick Kearney                   | 180                            | 0,51                           | -1,72                          | 499                            | 1,39                           | -5,31                          |
|                                | NZ Primer                                    |                                |                                |                                |                                | 1.648                          | 4,60                           | +2,06                          |
|                                | Maori                                        |                                |                                |                                |                                | 186                            | 0,52                           | +0,03                          |
|                                | Unit Futur                                   |                                |                                |                                |                                | 163                            | 0,46                           | -0,33                          |
|                                | Mana                                         |                                |                                |                                |                                | 60                             | 0,17                           | +0,17                          |
|                                | Libertarianz                                 |                                |                                |                                |                                | 19                             | 0,05                           | -0,01                          |
|                                | Democràtic                                   |                                |                                |                                |                                | 8                              | 0,02                           | +0,00                          |
|                                | Aliança                                      |                                |                                |                                |                                | 4                              | 0,01                           | -0,04                          |
| Vots nuls                      | Vots nuls                                    | Vots nuls                      | Vots nuls                      | Vots nuls                      | Vots nuls                      | 198                            | 0,55                           | +0,25                          |
| Participació                   | Participació                                 | Participació                   | Participació                   | Participació                   | Participació                   | 35.809                         | 75,75                          | -6,52                          |
| Majoria                        | Majoria                                      | Majoria                        | Majoria                        | Majoria                        | Majoria                        | 21.066                         | 60,24                          | +3,74                          |
|                                | Circumscripció defensada pel Partit Nacional |                                |                                |                                |                                |                                |                                |                                |

### Dècada de 2000
| Eleccions de 2008: Helensville | Eleccions de 2008: Helensville               | Eleccions de 2008: Helensville | Eleccions de 2008: Helensville | Eleccions de 2008: Helensville | Eleccions de 2008: Helensville | Eleccions de 2008: Helensville | Eleccions de 2008: Helensville | Eleccions de 2008: Helensville |
| Partit                         | Partit                                       | Candidat                       | Vots per candidat              | %                              | ±%                             | Vots per partit                | %                              | ±%                             |
| ------------------------------ | -------------------------------------------- | ------------------------------ | ------------------------------ | ------------------------------ | ------------------------------ | ------------------------------ | ------------------------------ | ------------------------------ |
|                                | Nacional                                     | John Key                       | 26.771                         | 73,61                          | +9,51                          | 23.559                         | 63,69                          | +8,60                          |
|                                | Laborista                                    | Darien Fenton                  | 6.224                          | 17,11                          | -9,77                          | 6.826                          | 18,45                          | -9,52                          |
|                                | Verd                                         | David Clendon                  | 2.166                          | 5,96                           | +5,79                          | 1.814                          | 4,90                           | +0,87                          |
|                                | ACT                                          | David Garrett                  | 811                            | 2,23                           | +1,10                          | 2.481                          | 6,71                           | +4,36                          |
|                                | Unit Futur                                   | Angela Lovelock                | 309                            | 0,85                           | -0,82                          | 289                            | 0,78                           | -1,69                          |
|                                | Libertarianz                                 | Peter Osborne                  | 89                             | 0,24                           | +0,24                          | 21                             | 0,06                           | +0,01                          |
|                                | NZ Primer                                    |                                |                                |                                |                                | 940                            | 2,54                           | -3,34                          |
|                                | Progressista                                 |                                |                                |                                |                                | 195                            | 0,53                           | -0,28                          |
|                                | Família                                      |                                |                                |                                |                                | 182                            | 0,49                           | +0,49                          |
|                                | Maori                                        |                                |                                |                                |                                | 182                            | 0,49                           | +0,08                          |
|                                | Bill i Ben                                   |                                |                                |                                |                                | 170                            | 0,46                           | +0,46                          |
|                                | Cànnabis                                     |                                |                                |                                |                                | 131                            | 0,35                           | +0,16                          |
|                                | Kiwi                                         |                                |                                |                                |                                | 105                            | 0,28                           | +0,28                          |
|                                | Pacífic                                      |                                |                                |                                |                                | 45                             | 0,12                           | +0,12                          |
|                                | Aliança                                      |                                |                                |                                |                                | 19                             | 0,05                           | +0,02                          |
|                                | Treballadors                                 |                                |                                |                                |                                | 9                              | 0,02                           | +0,02                          |
|                                | Democràtic                                   |                                |                                |                                |                                | 8                              | 0,02                           | +0,00                          |
|                                | RAM                                          |                                |                                |                                |                                | 8                              | 0,02                           | +0,02                          |
|                                | República                                    |                                |                                |                                |                                | 4                              | 0,01                           | +0,00                          |
| Vots nuls                      | Vots nuls                                    | Vots nuls                      | Vots nuls                      | Vots nuls                      | Vots nuls                      | 110                            | 0,30                           | -0,02                          |
| Participació                   | Participació                                 | Participació                   | Participació                   | Participació                   | Participació                   | 36.988                         | 82,27                          | -0,58                          |
| Majoria                        | Majoria                                      | Majoria                        | Majoria                        | Majoria                        | Majoria                        | 20.547                         | 56,49                          | +19,27                         |
|                                | Circumscripció defensada pel Partit Nacional |                                |                                |                                |                                |                                |                                |                                |

| Eleccions de 2005: Helensville | Eleccions de 2005: Helensville               | Eleccions de 2005: Helensville | Eleccions de 2005: Helensville | Eleccions de 2005: Helensville | Eleccions de 2005: Helensville | Eleccions de 2005: Helensville | Eleccions de 2005: Helensville | Eleccions de 2005: Helensville |
| Partit                         | Partit                                       | Candidat                       | Vots per candidat              | %                              | ±%                             | Vots per partit                | %                              | ±%                             |
| ------------------------------ | -------------------------------------------- | ------------------------------ | ------------------------------ | ------------------------------ | ------------------------------ | ------------------------------ | ------------------------------ | ------------------------------ |
|                                | Nacional                                     | John Key                       | 22.008                         | 64,10                          | +29,92                         | 19.224                         | 55,09                          | +29,28                         |
|                                | Laborista                                    | Judy Lawley                    | 9.230                          | 26,88                          | -0,24                          | 9.761                          | 27,97                          | -2,86                          |
|                                | NZ Primer                                    | Dail Jones                     | 1.400                          | 4,08                           | -5,45                          | 2.051                          | 5,88                           | -6,06                          |
|                                | Unit Futur                                   | Andrea Deeth                   | 573                            | 1,67                           | -2,47                          | 863                            | 2,47                           | -5,82                          |
|                                | ACT                                          | Stephen Langford-Tebby         | 389                            | 1,13                           | +1,13                          | 821                            | 2,35                           | -10,26                         |
|                                | Maori                                        | Awa Hudson                     | 359                            | 1,05                           | +1,05                          | 142                            | 0,41                           | +0,41                          |
|                                | Progressista                                 | Julian Aaron                   | 318                            | 0,93                           | -0,02                          | 218                            | 0,81                           | -0,08                          |
|                                | Verd                                         | Helen Koster                   | 58                             | 0,17                           | +0,17                          | 1.407                          | 4,03                           | -1,99                          |
|                                | Destí                                        |                                |                                |                                |                                | 151                            | 0,43                           | +0,43                          |
|                                | Cànnabis                                     |                                |                                |                                |                                | 66                             | 0,19                           | -0,21                          |
|                                | Patrimoni Cristià                            |                                |                                |                                |                                | 48                             | 0,14                           | -0.85                          |
|                                | Libertarianz                                 |                                |                                |                                |                                | 16                             | 0,05                           | +0,05                          |
|                                | Democràcia Directa                           |                                |                                |                                |                                | 11                             | 0,03                           | +0,03                          |
|                                | Aliança                                      |                                |                                |                                |                                | 9                              | 0,03                           | -1,00                          |
|                                | Democràtic                                   |                                |                                |                                |                                | 8                              | 0,02                           | +0,02                          |
|                                | Drets de la Família                          |                                |                                |                                |                                | 8                              | 0,02                           | +0,02                          |
|                                | 99 Diputats                                  |                                |                                |                                |                                | 5                              | 0,01                           | +0,01                          |
|                                | República                                    |                                |                                |                                |                                | 5                              | 0,01                           | +0,01                          |
|                                | Una NZ                                       |                                |                                |                                |                                | 4                              | 0,01                           | -0,04                          |
| Vots nuls                      | Vots nuls                                    | Vots nuls                      | Vots nuls                      | Vots nuls                      | Vots nuls                      | 110                            | 0,32                           | +0,05                          |
| Participació                   | Participació                                 | Participació                   | Participació                   | Participació                   | Participació                   | 34.896                         | 82,85                          | +3,21                          |
| Majoria                        | Majoria                                      | Majoria                        | Majoria                        | Majoria                        | Majoria                        | 12.778                         | 37,22                          | +31,26                         |
|                                | Circumscripció defensada pel Partit Nacional |                                |                                |                                |                                |                                |                                |                                |

| Eleccions de 2002: Helensville | Eleccions de 2002: Helensville              | Eleccions de 2002: Helensville | Eleccions de 2002: Helensville | Eleccions de 2002: Helensville | Eleccions de 2002: Helensville | Eleccions de 2002: Helensville | Eleccions de 2002: Helensville | Eleccions de 2002: Helensville |
| Partit                         | Partit                                      | Candidat                       | Vots per candidat              | %                              | ±%                             | Vots per partit                | %                              | ±%                             |
| ------------------------------ | ------------------------------------------- | ------------------------------ | ------------------------------ | ------------------------------ | ------------------------------ | ------------------------------ | ------------------------------ | ------------------------------ |
|                                | Nacional                                    | John Key                       | 9.775                          | 34,18                          |                                | 7.524                          | 25,81                          |                                |
|                                | Laborista                                   | Gary Russell                   | 8.070                          | 28,21                          |                                | 8.988                          | 30,83                          |                                |
|                                | Independent                                 | Brian Neeson                   | 5.644                          | 19,73                          |                                |                                |                                |                                |
|                                | NZ Primer                                   | Dail Jones                     | 2.725                          | 9,53                           |                                | 3.481                          | 11,94                          |                                |
|                                | Unit Futur                                  | Andrea Deeth                   | 1.184                          | 4,14                           |                                | 2.416                          | 8,29                           |                                |
|                                | Aliança                                     | Helen MacKinlay                | 581                            | 2,03                           |                                | 299                            | 1,03                           |                                |
|                                | Patrimoni Cristià                           | David Simpkin                  | 350                            | 1,22                           |                                | 288                            | 0,99                           |                                |
|                                | Progressista                                | Clare Dickson                  | 273                            | 0,95                           |                                | 272                            | 0,93                           |                                |
|                                | ACT                                         |                                |                                |                                |                                | 3.676                          | 12,61                          |                                |
|                                | Verd                                        |                                |                                |                                |                                | 1.755                          | 6,02                           |                                |
|                                | República                                   |                                |                                |                                |                                | 313                            | 1,07                           |                                |
|                                | Cànnabis                                    |                                |                                |                                |                                | 118                            | 0,40                           |                                |
|                                | Una NZ                                      |                                |                                |                                |                                | 15                             | 0,05                           |                                |
|                                | Mana Maori                                  |                                |                                |                                |                                | 10                             | 0,03                           |                                |
|                                | NMP                                         |                                |                                |                                |                                | 2                              | 0,01                           |                                |
| Vots nuls                      | Vots nuls                                   | Vots nuls                      | Vots nuls                      | Vots nuls                      | Vots nuls                      | 78                             | 0,27                           |                                |
| Participació                   | Participació                                | Participació                   | Participació                   | Participació                   | Participació                   | 29.157                         | 79.64                          |                                |
| Majoria                        | Majoria                                     | Majoria                        | Majoria                        | Majoria                        | Majoria                        | 1.705                          | 5,96                           |                                |
|                                | Circumscripció guanyada pel Partit Nacional |                                |                                |                                |                                |                                |                                |                                |

## Circumscripcions properes
|  |  |  |
|  |  |  |
|  |  |  |